# Hamza Mirza
Hamza Mirza (1565/1566-1586) fou un príncep safàvida. Era fill de Muhammad Khudabanda (xa 1578–1587).
El 1577 Ismail II va ordenar que Muhammad Khudabanda i els seus fills Hamza Mirza i Abu Tàlib, però fou assassinat abans que l'ordre fos portada a terme. Amb la pujada al tron del seu pare, vell i quasi ceg (el poder reial el tenia la seva esposa Mahd-i Ulya fins que fou assassinada el 1579), amb el nom de regnat de Muhammad Shah (febrer de 1578) Hamza va esdevenir hereu presumpte afavorit per la seva mare Mahd-i Ulya, i per la facció Turkman-Takkalu dels kizilbaxis.
El 1581 la facció Shamlu-Ustadjlu dels kizilbaxis es va revoltar al Khurasan en favor d'Abbas Mirza, germa d'Hamza, com a hereu, però Hamza va reprimir l'intent. El 1584 fou enganyat pel cap de la facció dels Shamlu-Ustadjlu i va fer matar el cap de la facció dels Turkman-Takkalu, que immediatament es van revoltar en favor del seu germà Tahmasp. Hamza va dominar la rebel·lió però els otomans van aprofitar aquestos incidents per ocupar Tabriz sota el comandament d'Othman Pasha (1585).
El 1586 les faccions Shamlu-Ustadjlu i Turkman-Takkalu es van unir per conspirar conjuntament contra Hamza; el barber personal d'Hamza, part de la conspiració, va assassinar al príncep al campament de Gandja el 6 de desembre de 1586, aprofitant que estava begut.